# Knooppunt Ville-sur-Haine
De verkeerswisselaar van Ville-sur-Haine is een knooppunt ten oosten van Bergen, de hoofdstad van de Belgische provincie Henegouwen. Het knooppunt ligt op de grens van Ville-sur-Haine, deelgemeente van Le Rœulx, en Havré, deelgemeente van Bergen. In de verkeerswisselaar komt de R5a, de oostelijke tak van de onvolledige ringweg rond Bergen, uit op de A7/E42. Het knooppunt zelf is onvolledig: men kan enkel van de A7 komende van Brussel op de R5a richting Havré en omgekeerd. Om van de A7 komende van Bergen de R5a richting Havré op te rijden of omgekeerd, kan men net vóór het knooppunt gebruikmaken van een verbindingsweg tussen beide snelwegen.
| Aansluitende wegen                 | Aansluitende wegen | Aansluitende wegen | Aansluitende wegen | Aansluitende wegen      |
| ---------------------------------- | ------------------ | ------------------ | ------------------ | ----------------------- |
| richting Parijs / Doornik / Bergen |                    |                    |                    | richting Luik / Brussel |
|                                    |                    |                    |                    |                         |
|                                    |                    |                    |                    |                         |
|                                    |                    |                    |                    |                         |
| richting Havré                     |                    |                    |                    |                         |

Aalbeke · Antwerpen-Centrum · Antwerpen-Haven · Antwerpen-Noord · Antwerpen-Oost · Antwerpen-West · Antwerpen-Zuid · Arquennes · Battice · Beaufays · Beveren · Bois-d'Haine · Brugge · Cerexhe · Charleroi-Nord · Charleroi-Sud · Cheratte · Daussoulx · Destelbergen · Doornik · Familleureux · Fexhe-Slins · Gent-Centrum · Gouy · Grâce-Hollogne · Groot-Bijgaarden · Hautrage · Hauts-Sarts · Heppignies · Heverlee · Hoog-Itter · Houdeng-Goegnies · Jabbeke · Jemappes · Kortrijk-West · Kortrijk-Zuid · Leonardkruispunt · Loncin · Lummen · Machelen · Marcinelle · Marquain · Merelbeke · Moorsele · Neufchâteau · Ranst · Sint-Stevens-Woluwe · Strombeek-Bever · Thiméon · Ville-sur-Haine · Vottem · Wilrijk-Valaar · Zaventem · Zwijnaarde